# Lucio Tarquinio Colatino
Lucio Tarquinio Colatino  fue un político romano, uno de los primeros cónsules de la República romana en el año 509 a. C. junto con Lucio Junio Bruto. Los dos hombres eran los líderes de la revolución que derrocó a la monarquía romana. Irónicamente, Colatino se vio obligado a renunciar a su cargo y exiliarse como consecuencia del odio contra la antigua casa reinante que había ayudado a engendrar tras la violación de Lucrecia.

## Familia
Colatino era el hijo de Arrunte Tarquinio Egerio, sobrino de Tarquinio Prisco, quinto rey de Roma. Por un accidente, Arrunte había nacido en la pobreza, pero cuando su tío sometió a la ciudad latina de Collatia, fue puesto al mando de la guarnición romana allí. El cognomen Colatino se derivó de esta ciudad.

## Revolución
Colatino se casó con Lucrecia, hija de Espurio Lucrecio Tricipitino. Según la leyenda, mientras Colatino estaba lejos de casa, su primo, Sexto Tarquinio, hijo del rey Tarquinio el Soberbio, fue a su casa por la noche con la intención de violar a Lucrecia. Sexto Tarquinio amenazó con matarla, a ella y a un esclavo, y decir a su marido que los había sorprendido en adulterio a menos que ella accediera a sus deseos. Después de su partida, Lucrecia envió a su esposo y padre un relato de lo que había pasado. A pesar de las súplicas y protestas de su inocencia del padre y del esposo, Lucrecia se clavó un puñal en el pecho en expiación de su vergüenza.
Enfurecido por el acto de su primo, Colatino y su suegro dieron noticia del crimen al pueblo. Fueron apoyados por Lucio Junio Bruto, el sobrino del rey, y por los demás que habían sufrido diversas crueldades a manos del rey y de sus hijos. Mientras el rey estaba ausente en campaña, los conspiradores cerraron las puertas de Roma y establecieron un gobierno republicano encabezado por dos cónsules, considerando que un hombre no debía ser el único amo de Roma. Bruto y Colatino fueron los primeros cónsules y se dedicaron a la defensa de la ciudad.
El consulado de Colatino fue efímero; aunque él mismo había sufrido a manos del rey y había traído el inicio de la República, pronto fue rechazado por aquellos que no querían ver a ninguno de los Tarquinios ostentando el poder en Roma. Colatino se quedó estupefacto cuando Bruto, su colega y primo, hizo un llamamiento a su renuncia, pero resistió hasta que su suegro, Lucrecio, sumó su voz a la de los demás. Ante el temor de lo que le pudiera pasar si se negaba a la demanda popular, Colatino renunció al consulado y se exilió en Lanuvium.
Bruto, quien como sobrino del rey estaba más cerca de la casa real, se salvó de la misma indignidad como parte de la gens Junia; pero ese mismo año murió en batalla luchando contra las fuerzas comandadas por el depuesto rey. Publio Valerio Publícola fue nombrado cónsul suffectus en el lugar de Colatino junto con el anciano Espurio Lucrecio Tricipitino en lugar de Bruto; pero este murió poco después y Marco Horacio Pulvilo se convirtió en cónsul en su lugar, siendo el quinto y último cónsul del primer año de la República.